# شرفلية قرنية
شرفلية قرنية (الاسم العلمي:Scherffelia cornuta) هي نوع من طحالب خضراء تتبع جنس الشرفلية من فصيلة الخضرية المتشجرة.